# District de Beaucaire
Le district de Beaucaire est une ancienne division territoriale française du département du Gard de 1790 à 1795.
Il était composé des cantons de Beaucaire, Aramon, Montfrin et Villeneuve.